# Бугалыш
Бугалы́ш — река в России, на Среднем Урале, левый приток реки Уфы. Протекает в Артинском и Красноуфимском районах Свердловской области. Исток реки находится в километре к северо-западу от Малой Дегтярки на высоте около 300 метров над уровнем моря. Длина реки составляет 35 км. На реке Бугалыш расположены населённые пункты: Сажино, Попово, Турышовка, Голенищево, Верхний Бугалыш, Средний Бугалыш, Новый Бугалыш, Усть-Бугалыш.

## Притоки
В Бугалыш впадают притоки (км от устья):
- 1,9 км: река Яманзелга (левый)
- 13 км: ручей Титнигул (правый)

## Данные водного реестра
По данным государственного водного реестра России, Бугалыш относится к Камскому бассейновому округу, водохозяйственный участок реки — Уфа от Нязепетровского гидроузла до Павловского гидроузла, без реки Ай, речной подбассейн Белой, речной бассейн Камы.